# Volkskruistocht
De Volkskruistocht was een massale expeditie van mensen afkomstig uit verschillende delen van Europa, die gehoor gaven aan een oproep van paus Urbanus II, in 1095, om Jeruzalem met geweld te bevrijden. Volgens de leer van de Rooms-Katholieke Kerk hoorde het bestuur van de stad en het omliggende Heilige Land in Rooms-katholieke hand te zijn, wat niet het geval was. De paus vond het noodzakelijk een heilige oorlog te voeren, dat zag hij als de wil van God.
De volkskruistocht vormde het begin van een lange reeks kruistochten en staat ook bekend als Boerenkruistocht omdat de meeste deelnemers uit de gewone bevolking afkomstig waren. Hij duurde zes maanden, van april tot oktober 1096, en werd geleid door Walter Sans-Avoir en Peter de Kluizenaar. Het grootste gedeelte van dit ongeoefende en slecht bewapende volksleger werd op 21 oktober 1096 omgebracht door Seltsjoekse sultan Kilij Arslan I nabij de stad Hersek, aan de kust van Bithynië. Mede omdat de uitgehongerde groep overal onderweg plunderde en moordde.

## Oproep en start van de verschillende groepen van de volkskruistocht
In november 1095 deed paus Urbanus II op de Synode van Clermont een oproep om Jeruzalem te bevrijden. Daarna trokken vele volkspredikers rond om de oproep van de paus te verspreiden, daarbij de woorden van de paus herhalend: Deus lo Vult! (God wil het!). Dit maakte dat er verschillende groepen pelgrims ontstonden die zich op weg zetten naar het Heilige Land. Naast religieuze, spelen vooral sociale motieven een zeer grote rol bij de massale opkomst naar aanleiding van deze oproepen. Het gewone volk werd geteisterd door burgeroorlogen, hongersnood en ziekte. Om te ontsnappen van deze erbarmelijke sociale omstandigheden, waagden velen hun kans met de hoop in het Heilig Land, het land van melk en honing, een nieuw leven te beginnen. Vele gewone mensen, waaronder boeren en havelozen, trokken met vrouw en kinderen op weg. Het beeld van deze slecht uitgeruste, achtergestelde groepen gaf aanleiding tot de naam “Boerenkruistocht”, doch de naam is niet echt correct omdat er met zekerheid ook goed geoefende en bewapende mensen aangesloten waren zoals ridders en hun manschappen. Vanuit verschillende gebieden zetten zich meerdere groepen op weg. Vijf afzonderlijke groepen zijn bekend, maar er waren er ongetwijfeld meer.

### Peter de Kluizenaar
De bekendste groep is die van Peter de Kluizenaar. Hij predikte eerst in Noord-Frankrijk en vervolgens in Lotharingen. In maart 1096 zette hij zich met zijn groep op weg naar Jeruzalem, zij het met een omweg. Eerst trok hij naar Keulen, waar hij nog meer volk verzamelde. Op 19 of 20 april 1096 vertrok hij met zijn pelgrimsleger vanuit Keulen naar Jeruzalem. Dit wordt meestal als de officiële start van de Volkskruistocht beschouwd.

### Walter Sans-Avoir
Walter Sans-Avoir was een Frans ridder die een eigen groep kruisvaarders leidde. Samen met acht mederidders en vermoedelijk enkele duizenden manschappen voetvolk, ging hij eerst eveneens naar Keulen, waar hij Peter de Kluizenaar ontmoette. Hij vertrok met zijn groep echter enkele dagen voor de hoofdgroep van Peter de Kluizenaar.

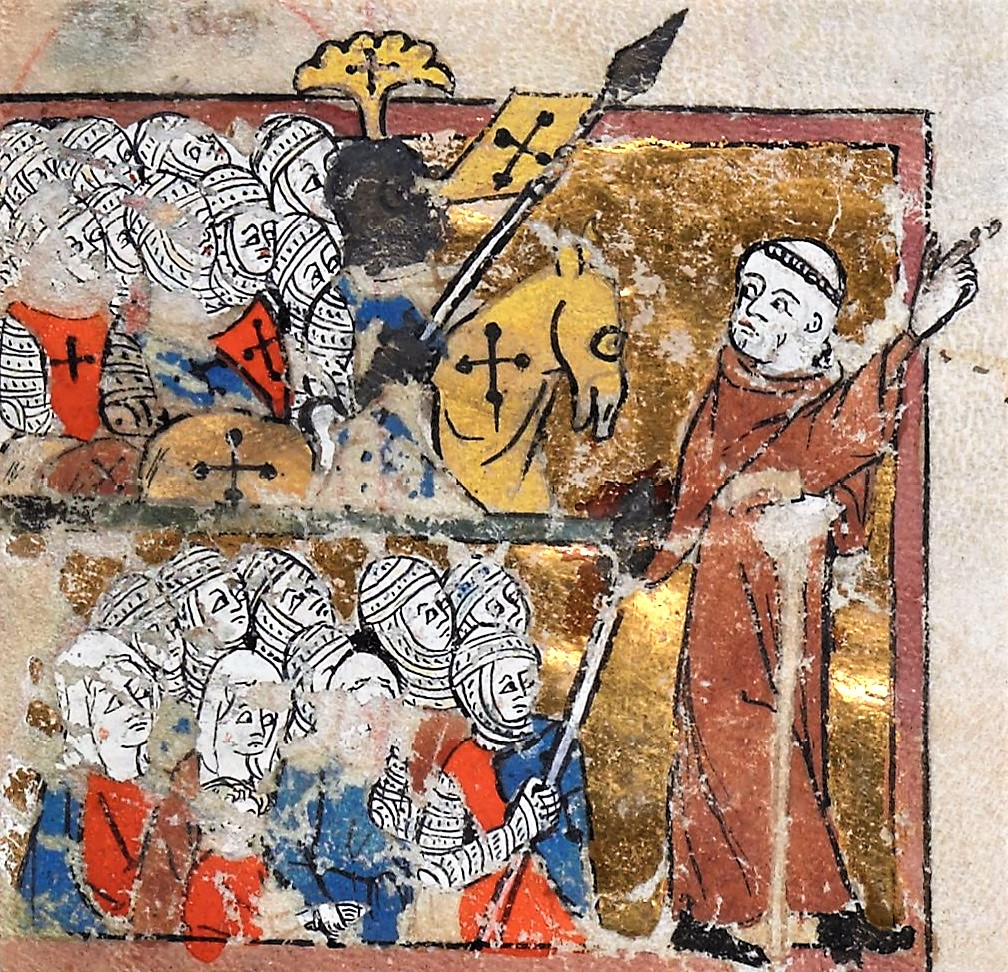
Peter de Kluizenaar leidt de Volkskruistocht.

### Emich
Emich was een Duits ridder, die met een eigen, kleinere groep op pad ging na de oproep tot bevrijding van Jeruzalem. Hij is in Keulen geweest, maar het is onduidelijk of hij er Peter de Kluizenaar heeft ontmoet. Na in verschillende steden Jodenvervolgingen te hebben uitgevoerd, trok hij op weg naar Constantinopel, onderweg nog meer plunderend en moordend (zie groene pijlen op het kaartje). In Hongarije werd zijn troep ten slotte volledig verslagen. Emich vluchtte terug naar huis.

### Volkmar en Gottschalk
Volkmar en Gottschalk waren religieuzen (vermoedelijk priesters afkomstig uit de streek rond Keulen) die elk een eigen groep pelgrims leidden ten tijde van de Volkskruistocht. Na moordpartijen werden beide groepen, eerst die van Volkmar, daarna die van Gottschalk, in Hongarije verslagen door de troepen van koning Koloman. (Zie ook hun tochten op het kaartje.)

## Jodenvervolging
Jodenvervolging was een rode draad doorheen de acties van de verschillende groepen in de eerste periode van de Volkskruistocht. Na de oproep om Jeruzalem te bevrijden, redeneerden opgehitste troepen: “We gaan de vijanden van God ver weg in het Oosten aanvallen, laat ons eerst dichter bij huis al beginnen met de Joden, die Christus hebben laten kruisigen.” De groepen die op weg gingen bestonden enerzijds grotendeels uit armen en anderzijds uit roofridders die mogelijkheden zagen om rijkdom te verwerven. De Joden, die op vele plaatsen geld- en warenhandel dreven, waren daarbij gemakkelijke slachtoffers. De eerste slachtoffers vielen reeds in Rouen. Joden werden er in een kerk gesleept en wie zich niet wilde bekeren, werd afgemaakt. Verschillende van de boven aangehaalde groepen, bezondigden zich aan wreedheden. Van Walter Sans-Avoir is niet bekend dat hij Joden lastigviel. Peter de Kluizenaar eiste onder bedreiging geld van de Joden in Trier. De overige drie groepen zijn de geschiedenis ingegaan enkel door hun wreedaardige optreden tegen Joden. Emich was de ergste; hij hield pogroms in Spiers, Worms en Mainz. Volkmar hield huis tegen de Joden in Praag en Gottschalk in Regensburg.

## Tocht tot Constantinopel

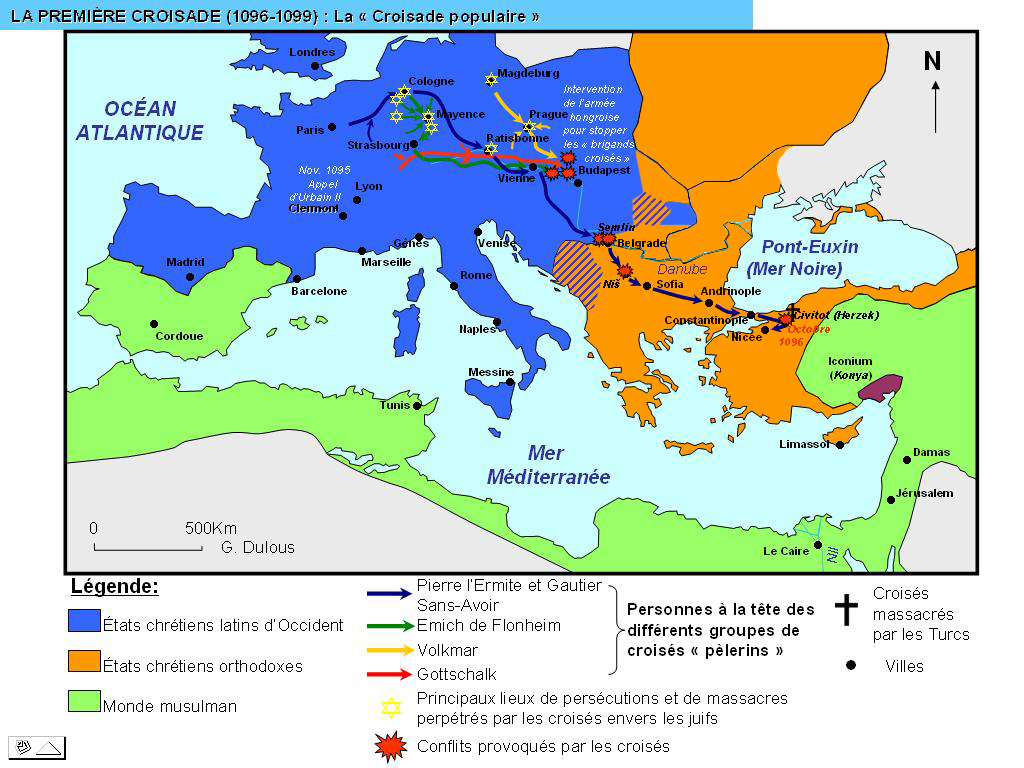
Tocht van de verschillende groepen van de Volkskruistocht.

Enkele de groepen van Walter Sans-Avoir en Peter de Kluizenaar geraakten door Hongarije. Walter Sans-Avoir had onderweg enkele keren moeite om zijn manschappen onder controle te houden. Na reeds eerdere schermutselingen, liep het mis in Belgrado. Omdat ze geen toestemming kregen om voorraden te kopen, sloegen zijn troepen aan het plunderen. Het leger van het Byzantijnse Rijk greep in en maakte heel wat slachtoffers. Walter en zijn groep vluchtten in de bossen en trokken daarna verder. Vanaf Nissa moesten ze verder onder begeleiding om verdere problemen te voorkomen. Op 20 juli 1096 kwam hij met zijn groep aan in Constantinopel. Op voorstel van keizer Alexios I Komnenos wachtte hij in een kamp buiten de stad op de komst van Peter de Kluizenaar en zijn pelgrimsleger.
Ook Peter de Kluizenaar had moeite om zijn troepen onder controle te houden tijdens de tocht naar Constantinopel. Semlin (in het huidige Servië) werd geplunderd door zijn manschappen en vrouwen verkracht. De troepen die gezonden werden door koning Koloman werden verslagen. Ook nadien ontstaan nog verschillende keren ongeregeldheden, zodat keizer Alexios I Komnenos uiteindelijk stelde dat de groep van Peter de Kluizenaar mocht verder trekken op voorwaarde dat ze nooit langer dan drie dagen bij een bepaalde stad stilhielden. Op 8 juli bereikten ze Sofia, op 14 juli Philippopolis (Plovdiv) en op 23 juli Hadrianopolis (Edirne). Op 1 augustus 1096 ten slotte bereikte Peter de Kluizenaar met zijn groep Constantinopel. Zij hadden er drie maanden en tien dagen over gedaan om van Keulen naar Constantinopel te trekken.
Op dat ogenblik wordt het aantal pelgrims/kruisvaarders geschat op 20 à 25 duizend, waaronder een 500-tal ridders.

## Voorbij Constantinopel: het einde in Klein-Azië
Op 5 augustus 1096 werd het pelgrimsleger de Bosporus overgezet door het keizerlijk leger. Vanaf dan kon de eigenlijke kruistocht beginnen; ze zaten in het gebied dat onder gezag stond van de Seltsjoekse sultan Kilij Arslan I (die toen nog maar 17 jaar was). Op dat moment was het ridderleger van de Eerste Kruistocht nog steeds niet vertrokken.
Vanaf dan wordt hun hoofdkwartier Civitot (het huidige Hersek), in de golf van Nicomedia aan de Zee van Marmara. De omgeving werd daar meteen geplunderd, ook de christelijke nederzetting – het gebied was nog niet lang in handen van de Seltsjoeken en de meerderheid was nog christelijk. Peter de Kluizenaar verloor de greep op zijn manschappen. De eenheid in het pelgrimsleger was zoek en verschillende groepen begingen afzonderlijk rooftochten en gruweldaden. Wanneer de omgeving van Civitot leeggeplunderd was, trokken ze tot vlak bij Nicea (het huidige Iznik), de hoofdstad van het gebied van Kilij Arslan I. Een door Kilij Arslan gezonden ruiterpatrouille werd verslagen. Eind september veroverde een groep de vesting Xerigordon. De veroveraars hadden er echter geen rekening mee gehouden dat de watervoorziening buiten de vesting lag. Kilij Arslan liet de burcht omsingelen en uitdrogen. Wie zich wilde bekeren tot de islam werd naar Syrië of Centraal-Azië gestuurd, de anderen werden gedood. De overgebleven kruisvaarders in Civitot wilden wraak. Op 21 oktober 1096 trokken ze op richting Nicea, maar de troepen van Kilij Arslan lagen in hinderlaag niet ver van Civitot. De kruisvaarders werden volledig verrast door een regen van pijlen en compleet verslagen. Walter Sans-Avoir werd hierbij gedood. Ook de achterblijvers in Civitot werden vermoord; jonge vrouwen, meisjes en jongens werden verdeeld onder de emirs of verkocht op de slavenmarkten. Slechts enkele duizenden konden ontsnappen en werden gered door de Byzantijnen. Peter de Kluizenaar ontsnapte aan heel het gebeuren doordat hij reeds enkele dagen in Constantinopel verbleef om steun te vragen. Samen met de overlevenden die wilden blijven, wachtte Peter de Kluizenaar verder op de komst van het eigenlijke ridderleger van de eerste kruistocht.
Op deze manier eindigde de Volkskruistocht in chaos en vernietiging. Geen enkele stad was veroverd.

## Oude bronnen
Onze kennis van de Volkskruistocht berust voor het grootste deel op Albert van Aken. Ook in de Alexiade van Anna Komnene en in de Gesta Francorum zijn de gebeurtenissen beschreven, naast informatie bij Ekkehard van Aura en Guibert van Nogent.

## Lijst van veldslagen
- Belegering van Xerigordos (1096)
- Slag bij Civetot (1096)